# Zonotriche
Zonotriche é um género botânico pertencente à família Poaceae.

## Espécies
- Zonotriche brunnea (J.B. Phipps) Clayton
- Zonotriche decora (Stapf) J.B. Phipps
- Zonotriche inamoena (K. Schum.) Clayton